# دایره‌دارتباران
دایره‌دارتباران (نام علمی: Cycliophora)  شاخهٔ تازه‌شناسایی‌شده‌ای از سلسلهٔ جانوران است با تنها یک سرده و طول کمتر از یک میلی‌متر و تقارن دوطرفی که با یک صفحهٔ چسبنده به میزبان متصل می‌شوند؛ در اطراف دهان این جانوران و درست در مقابل مخرج آنها یک حلقهٔ مژک‌دار وجود دارد. سرده یادشده را هم‌زیکان (Symbion) می‌نامند.